# Veres Sándor (színművész)
Veres Sándor, Veress (1878-ig Róth Mór) (Hejőcsaba, 1859. április – Rákospalota, 1913. szeptember 27.) vándorszínész, operaénekes (basszbariton).

## Élete
Édesapja Róth József, a hejőcsabai izraelita hitközség sakterja, édesanyja Kleinmann Júlia volt. Miután tanulmányait befejezte, apja mészárszékénél dolgozott Miskolcon. Klár József karnagy fedezte fel tehetségét, az ő segítségével került a pesti Népszínházhoz. Itt kapta a Veress Sándor nevet. 1876-ban Miklósy Gyula társulatához szegődött énekes színésznek; miután Miskolcról Egerbe vándorolt, 1878-ban a budapesti Népszínházhoz szerződtette Rákosi Jenő. Az intézményt Puks Ferenc karmesterrel történt afférja (tettleg bántalmazta) elhagyta és folytatta vándorszínészi pályáját Pécsett Károlyi Lajosnál majd Szegeden Aradi Gerőnél. Feleségül vette Molnár Erzsit és Székesfehérvárra szerződött Jakab Lajoshoz társulatához. 1883-ban Kolozsvárra ment Bölönyi Józsefhez, itt Ditrói Mórral került összetűzésbe. Miután Pestre ment, 1890. szeptember 1-jén Mahler Gusztáv a Magyar Királyi Operaházhoz szerződtette. Öt évi után a Serly-féle ős-budai zene- és daltársulatnál működött, majd Szatmáron és Kecskeméten játszott. Visszatért a fővárosba, ahol 1898-99-ben kabaré- és kávéházi énekes volt. Ezután Serlyvel Londonba ment, ahol az Alhambra varieté színházhoz szerződött; majd Jerseyben kapott alkalmazást. New Yorkban is tartózkodott öt hétig és ott is énekelt. Ezután visszatért és Budapesten a Royal-Orfeum portása lett.

## Fontosabb szerepei
- Georges Bizet: Carmen – Escamillo
- Charles Gounod: Faust – Valentin
- Pietro Mascagni: Parasztbecsület – Alfio
- Szigligeti Ede: Cigányok – Gyuri
- Giuseppe Verdi: A trubadúr – Luna gróf
- Giuseppe Verdi: La Traviata – Georges Germont
- Richard Wagner: Lohengrin – A király hirdetője
- Montano (Verdi: Otelló)

## Működési adatai
- 1881: Aradi Gerő
- 1881 tél: Szentes
- 1882: Székesfehérvár
- 1883: Kassa
- 1884–86: Győr
- 1886–87: Kassa
- 1887–88: Szabadka
- 1888–90: Kolozsvár
- 1896 eleje: Kassa
- 1896 nyár: Ős-Budavár
- 1898 körül: Wekerle kávéház.

## Munkái
- Tépett babérlevelek. Egy érdekes kálváriajárása. Budapest, 1909. Szerző fénynyom. arck. (33 éves színészkedésének története).
- Egy énekes emlékiratai. 1914.